# Факултет информационих технологија Алфа БК универзитета
Факултет информационих технологија Алфа БК универзитета је један од шест факултета овог универзитета, основаног 1993. године. Налази се у згради универзитета на адреси ул. Палмира Тољатија 3, ГО Нови Београд.
Разлози за покретање студија Информационих технологија произилазе из високог интереса и потреба друштва за инжењерима информационих система и технологија. Данас у Србији има око 12000 ИТ стручњака који су запослени у око 1500 предузећа, и то не само у ИТ компанијама већ и у банкарском сектору, телекомуникацијама, медијима, школама и универзитетима, а најмање у привредним организацијама.
Кандидати са стеченим средњим образовањем и положеним пријемним испитом уписују основне академске студије у трајању од 4 године (8 семестара), на студијском програму Информационих технологија и по одбрани дипломског рада издаје им се диплома о стеченом високом образовању и стручном називу дипломирани инжењер информационих технологија.
Мастер студије трају једну годину (2 семестра), и по одбрани мастер дипломског рада кандидатима се издаје диплома о стеченом високом образовању и академском називу мастер инжењер информационих технологија. Докторске студије трају 3 године (6 семестара). По одбрани докторске дисертације студент стиче диплому о завршеним докторским студијама и академско звање доктор наука из електротехнике и рачунарства за студијски програм Информационо-комуникационих технологија.